# 草薙京
草薙 京（くさなぎ きょう、Kyo Kusanagi）は、SNKおよびSNKプレイモアの対戦型格闘ゲーム『ザ・キング・オブ・ファイターズ』に登場する架空の人物。
1990年代当時、アーケードゲームに興味の無かった女性層から熱烈な支持を受け、八神庵と共にゲーム業界において後年で言う「推し」文化が持ち込まれた先駆けとなった。

## キャラクター設定
シリーズを通して主人公を務めており、『ザ・キング・オブ・ファイターズ』（以下『KOF』と表記）シリーズの初代（オロチ編（『'95』〜『'97』））主人公という位置づけであった。ネスツ編（『'99』〜『2001』）以降は主人公ではないが、それでも『KOF』シリーズの全ストーリーに強く関わるキャラクターで八神庵と同じく準主人公になった。
名前の由来は数字の単位の「京」であり、初期案の「霧島翔」から変更される際に「もっと大きな意味を持たせたい」という意図から付けられた。
テリー・ボガード（『餓狼伝説』の主人公）と麻宮アテナ（『サイコソルジャー』のヒロイン）と共に外伝・携帯版なども含めてKOF全シリーズの皆勤賞である。
スサノオノミコトをヤマタノオロチから守護したとされる古代の先祖から代々受け継いだ、炎を操る草薙流古武術の継承者。実際には、先祖は地球意思・オロチと戦い「三種の神器」と呼ばれた英傑の1人であり、草薙家当主としてオロチに対抗する「祓う者」としての役目を引き継いでいる。
15歳の若さで父・柴舟を破り継承者となった天才だが、八神（八尺瓊）家やオロチ一族との確執など大昔の因縁に束縛されるのを嫌っており、継承者としての自覚が薄いことに父・柴舟や同じく「三種の神器」の継承者である神楽ちづるは手を焼いている。『KOF'94』大会（以下『'94』と表記）以前に日本で開催された異種格闘技大会では、準決勝で大門五郎、決勝戦で二階堂紅丸にそれぞれ勝利し、18歳にして格闘大会の頂点に立ち、両者とはそれ以来の縁である（紅丸は京との再戦を望んでいる）。恋人に同じ高校の同級生であるユキがいる。なお、『KOF'98』（以下『'98』と表記）でのキャラクターインタビューの中で、「あなたにとって『KOF』とは?」という質問に対して「デカい退屈凌ぎ」と答えている。
家族構成は両親（父・柴舟、母・静）の3人家族。自宅の所在地については本編作品では描写されていないが、『'95』の小説版では下関市の郊外に実家があり現在は東京の中野区在住、アドベンチャーゲーム『KOF京』では大阪在住、3DCGアニメ『THE KING OF FIGHTERS :DESTINY』では名古屋在住ということになっている。
京を象徴する設定のひとつとして「高校を留年中」というものがあり、現在の年齢は20歳（『'94』では19歳。この時点で既に1年留年している）。ネスツ編以降は学ラン姿ではなくなったが、未だに卒業できていないことが開発者によって明らかにされている。本人曰く、留年の原因は学業不振ではなく、ネスツに拉致されたことや武者修行のせいで出席日数が足りなかったことによるもの。そのため、溝口誠に留年仲間にされた際には「自分は出席日数が足りないだけで溝口のようにカビが生えるまで留年するつもりはない」という趣旨の台詞を言って本気で迷惑がっていた。この設定は小説版にも反映されており、真吾に「敬具」と「かしこ」の使い分けを教えるなど、無教養ではない一面をのぞかせた。
なお、『KOF XII』（以下『XII』と表記）の紅丸のバックストーリーでは紅丸がかつて異種格闘技大会で対戦した際の京を「当時はまだ高校在学中だった」と過去形で回想しているが、『KOF XIII』（以下『XIII』と表記）の掛け合いでは「卒業したのか」と問われて言葉に詰まったり復学を勧められる描写などがあるため、卒業や退学をしたわけではない。また、焼き魚が好物という庶民めいた一面もあり、「焼き魚は秋刀魚に限る」と話している。また、詩を書くことを趣味としており、授業をサボって屋上で空を見ながら詞を書くことがあるという。大切なものに、自分が所持する単車とユキを挙げている。
カプコンとのクロスオーバー作品ではSNK側の主人公的存在で、リュウとライバル関係にあり、名実共にSNKの「顔」的存在。『餓狼伝説』シリーズのテリー・ボガードと並ぶ、SNKキャラクターの筆頭格である（テリーは『SNK VS. CAPCOM 激突カードファイターズ』で、リュウと対比されている）。後述の通り、京自身は対戦相手を見下すことが多いが、リュウのことを「強い」と実力を認め、一目置いている。
なお、『ゲーメスト』ではしばしば「京サマ」、または（勝利ポーズ時のセリフから）「燃え太郎」と表記された。

### 人物
傲岸不遜な自信家であり、勝利メッセージでは敗北したチームを見下すように上からの目線で物を言うことが多く、口は悪い。『KOF'97』（以下『'97』と表記）の日本チームエンディングでは、減らず口は何とかならないのかと紅丸から言われている。基本的に不器用で仲間への思いやりを表に出せず、恋人のユキにも素っ気ない態度を取って不機嫌にさせたりもする。しかし、ユキや仲間たちに危害が及びそうになった場合には怒りを露にして守ろうとする一面もある（特にドラマCDや小説版では顕著に描写されている）。
プロフィールに「嫌いなもの」は「努力」とあるが、「自分は生まれつきの天才であり実力もあるが故に努力は不要」という考えに基づいてのことである。しかし強くなるための鍛錬をしないわけではなく『'94』優勝後に海外へ武者修行の旅に出ており、『KOF'95』（以下『'95』と表記）で新技「弐百拾弐式・琴月 陽」を披露している。スタッフからは「日頃していることを努力と捉えていないだけかもしれない」とコメントされている。
以上な点から、頻繁に修行に向かうなど、稀有な才能に甘んじることは決してない。
ただ『KOF'96』（以下『'96』と表記）の大会前に野試合を挑んできたオロチ四天王の1人であるゲーニッツに「裏百八式・大蛇薙」を片手で止められるなど何も出来ず完敗を喫した際には、「大会で草薙の真の力を見せてやる」という思いとプライドを傷つけたゲーニッツへの怒りから、今まで会得できなかった草薙の神技(「秘奥義・大蛇薙(MAX版大蛇薙)」もしくは「最終決戦奥義・無式」)を一発で成功させた（「無式」がゲームで追加されたのは『'97』）という天才肌の持ち主でもあるため、才能と努力の絶妙なバランスで成り立っているにもかかわらず、他人に努力している様子を見せたくない様な素振りをする複雑な一面を持つ。『SNK VS. CAPCOM SVC CHAOS』でのダルシムとの戦闘前デモでは修行をすることを勧められた際に「自分には必要ない」と言い放つが、ダルシムが聞く耳を持たないことに激怒して「叩きのめして修行が不要であることを分からせる」と言っている。
『KOF京』に登場する従兄弟の草薙蒼司（＝柴舟の甥）について、ゲーム中では心から尊敬していることが描写されており、京曰く「父親よりも、男として、人として立派」であるとのこと。また他校の生徒や不良との喧嘩やいざこざの多かった京が改心するきっかけをくれたのも彼であったことが語られている。他人を見下すことが多い京だが、蒼司に対しては「本当に強かった。一生勝てないと思っていた」と語るほど実力と人柄を認めている。オロチ一派にさらわれて行方不明になった蒼司の妹である葵（＝柴舟の姪）を必死に探したり、強さを追い求めるあまりオロチに心を巣食われて武道を辞めざるを得なかった蒼司のために武道を辞めずに済む方法を必死に探すという一面もある。
テリーやアテナ、リョウ・サカザキ、不知火舞などといった他のチームのいわゆる「善人キャラクター」との仲は良く、前述の『KOF京』や『XIII』などのキャラクター同士の掛け合いがあるシリーズではそれらのキャラクターと談笑するなどの一幕も見られる。

#### 八神庵との関係
八神庵とはライバル同士であり、660年前からの家柄の因縁以上に個人的に敵対している。
『KOF京』で京が「話がある」と言えば、庵は「お前の断末魔を聞きたい」と答えるほどで全く話が噛み合わない。また、「生まれ変わっても何度でも殺す」とも言われるほど明確な殺意を抱かれている。
『KOF2003』（以下『2003』と表記）のK'のチームストーリーではK'とマキシマの元を訪れた鎮元斎からそのことを心配され、『KOF京』でもキム・カッファンに未だにいがみ合っていることを心配された（鎮とキムの2人は660年前から続く因縁を知らない）。しかし、オロチに関することになれば神楽ちづるの手引きで手を組むこと（休戦する）もある。基本的に極めて険悪な関係であるが、『'97』の三種の神器チームのエンディングにおいて、過ちを悔い庵を救ってほしいと願う八尺瓊一族の思いを感じ取ったこともあり、庵を「血の盟約」から救おうとしたように、ごくたまに連帯感（友情）めいた感情を出す時がある。また、ちづるは2人の争いを止めさせようとしているが、当人たちは聞く耳を持たない。『KOF MIA』では勝利台詞で「生き甲斐を奪うのは可愛そうだから負けてやれない」という趣旨の台詞を言う。また、「一個人としての八神庵と決着を付けたい。オロチの力に飲まれるような人間に用はない」という趣旨の台詞も言い放っている。
なお、庵を姓である「八神」と呼び、庵からは「京」と名前で呼び捨てにされているが、CVSシリーズでは、庵に対する呼称が「庵」と名前での呼び捨てになっている（ゲームキューブ版は例外）。なお、2人の初対面については「実は昔に会ったことがあるが、京も庵もそのことを覚えていないため、2人の認識では『'95』の前が初対面となる」と回答されている。

#### 矢吹真吾との関係
弟子に矢吹真吾がいる（「草薙京の一番弟子」と本人は思っている）。
真吾はテレビ放送していた『'96』大会での京の姿に憧れ、ある日、授業をサボって屋上で寝ていた京に弟子入りを志願した。元々弟子を取るつもりはなかったため、京本人は指導に対する熱意を全く持っておらず、実際は目の前で技を見せる程度で、見返りとして真吾にパンや飲み物を買いに行かせるなどパシリ扱いしている。
ただし真吾の日々の努力と覚えのよさは認めており、『'97』の真吾チームエンディングでは真吾に自分のグローブを一組譲り、『2001』のエンディングでは自分の仲間を見つけるようアドバイスするなど、決して師匠としての自覚がないわけでもないようである。更に『XII』の京のバックストーリーでは気心の知れた頼もしい仲間の1人に真吾を挙げている。『KOF京』では真吾をメンバーに選ばなかった場合、自分の戦いをしっかり見ておくように言う場面もある。真吾自身は、いつかは京のように炎を出したいと思っているが、京は草薙の血を引いていない者は炎を出せないことを真吾に言わないでいる。真吾は『KOF XI』（以下『XI』と表記）にて、神器の力を失ったちづるの代わりに京と庵の後見人となるべく、強引に京と庵と共にチームを組んでいる。

### オロチ編の終焉後
『'97』で八神庵や神楽ちづると共にオロチを封印したが、その直後ネスツに拉致され、能力の一部をデータ化して奪われた上に大量のクローンを作られてしまう。おまけにネスツ側のミスで草薙の力を弱められてしまい、「ネスツ編」では全力で炎が出せなくなっている。その結果、操作キャラクターとして、草薙京-1（京-1）・草薙京-2（京-2）・KUSANAGI・K9999が登場した。京が拉致された理由としては、全世界をネスツの手でコントロールするための足となる殺人兵器を作り出す上で、地球意思であるオロチに対抗し得る力を武力として利用しない手はなかったからだという（結果的にクローンは事態を察知したハイデルンに回収される）。ネスツの研究施設からの脱出に成功した京は自分の力を弄ばれたことに怒り、復讐も兼ねてネスツと決着を付けることを決意する。
『KOF'99』（以下『'99』と表記）ではネスツから脱走している最中であったことから庵と共に隠れキャラクターとなっており、服装も学ランではなく新しい衣装になっている。オリジナルの京が隠れキャラクターとして扱われたのは現時点でアーケード版『'99』のみである。
『KOF2000』（以下『2000』と表記）では自らの足で再び、かつてオロチと戦った場所へ行く。そこで自身のボロボロになったグローブを眺めながら、ネスツと決着を付けない限りは日本にいるユキの元へ帰らないことを決意する（『2001』では紅丸にそのことを注意されている）。エンディングでは粛清を受けたクローンゼロが息を引き取る前に接触し、自らが死に物狂いで会得した「最終決戦奥義・無式」の力がゼロ・キャノンに利用されたことを知らされ激怒する。しかし、ネスツ編以後の『2003』では力を取り戻したのか、「最終決戦奥義・無式」を「三神技之壱」として使用していた。パラレルワールドの『MI』（以下『MI』と表記）シリーズでは未だ力を取り戻せていないようであり、この技がない（『MI2』では性能違い版が使用している）。
『2003』では京・庵・ちづるが封印したオロチの解放を目論む「遙けし彼の地より出ずる者たち」を名乗る一族の1人・無界を退けるが、その直後に現れたアッシュ・クリムゾンの襲撃によりちづるが力を奪われ、オロチの封印を解かれてしまう。ちづるを襲ったアッシュに対して激しい怒りを抱き、アッシュや「遙けし彼の地より出ずる者」が暗躍するKOFでの闘いに身を投じる。
『XII』では、何も背負うものがなく闘うことができたのは紅丸たちと出会った異種格闘技大会であり、95年度の大会でオロチの力を纏ったルガール・バーンシュタイン、そして自らの宿敵である八神庵に出会ってしまってから、オロチ一派との激闘やネスツとの闘いなどいつも何かのしがらみを背負って闘っていると回想している。
『XIII』では、最終的にアッシュが自らの存在の消滅と引き換えに「遙けし彼の地より出ずる者たち」の陰謀を防いだことでアッシュに関する記憶を失ったが、日本チームエンディングで庵と対峙した際に自分でも理由の分からない苛立ちを感じていた。

### 衣装の変遷
オロチ編・ネスツ編・アッシュ編と章が変わることに服装が変わっている（詳細は下記に表示）。なお、多くの衣装で上着の背中に金環日食をモチーフとした金の「日輪の紋」が配されており、これは草薙流古武術継承者の証であると同時に彼のこだわりでもある。
オロチ編（『'94』〜『'98』）
白の半袖Tシャツと黒のベスト、長袖を二の腕部分まで巻き上げた短ラン（改造学生服）を身に着け、額に鉢巻状にした白のバンダナを巻いている。短ランの色は、キャラクターイラストでは黒、ゲーム内でのデフォルトカラーは暗緑色。詰襟には襟章が付いており、主に菱形に「京」の文字が刻まれたものと炎をモチーフとした形の2種類のデザインが使用されているが、襟章のデザインがどちらか、襟の左右どちら側に付けているかはイラストにより異なる。靴は甲にベルトの付いた白のエナメル靴。上着の背中に金の「日輪の紋」が配され、『'95』以降は丈の長いグローブの前腕部にも同じ紋が入っている。『'94』は一部のイラストで「赤い靴下」を履いていたが、その後描かれた設定資料では「赤の靴下を履いているのはニセモノか京フォロワー」と注釈されている。また、ベルトにバックルが見当たらないせいでカンピョウに見える。
ほとんどの外部出演ではこの衣装。『MI』では2Pモデルで、『MI2』にも性能違い版の「草薙京CLASSIC」としてこの衣装が登場する（『MIA』で高校留年に関する溝口との掛け合いがあるのはこちらのみ）。
ネスツ編（『'99』〜『2002』、『NEOWAVE』）
バンダナを外し、立襟の白いジャケット・ブルージーンズ・十字架模様が白抜きされた黒の長袖シャツを着ており、腰にはウォレットチェーンを付けている。グローブは黒い指抜きグローブとなっており、靴は黒い革靴。
『MI』では1Pモデル。『ネオジオバトルコロシアム』（以下『NBC』と表記）でも同様で、PS2版『XI』ではこの『NBC』版の京が隠しキャラクターとして追加される。『MI2』では「草薙京CLASSIC」の2Pモデルになっている。家庭用『XIII』ではダウンロードコンテンツの「ネスツスタイル京」として登場する。
アッシュ編（『2003』、『XI』〜『XIII』）
金の「日輪の紋」入りの黒い革ジャケット・オロチ編と同様のグローブ・白の半袖Tシャツ・色の濃いジーンズを着用（バンダナは着けていない）。靴は焦げ茶の革靴になっている。革ジャケットは『2003』〜『XI』までは立襟のシングルライダース、『XII』以降はノッチドラペルのダブルライダースとなっている。なお『XII』において腰のウォレットチェーンも追加されている。
新章（『XIV』〜）
『XIV』では全体的にネスツ編に近い服装で、黒いシャツ・肩に黒いベルトが装飾された立襟の白いジャケット・ブルージーンズを着用し、腰にウォレットチェーンを付けている。グローブは再び黒い指抜きグローブとなり、靴は焦げ茶の革靴。ジャケットの背中と袖のジッパーの内側に配された金の「日輪の紋」は円状である他の衣装のものからアレンジされ、袖のものはジッパーの根本側、背中のものは左右両側に向かって炎が噴き出したように尖っており、背中の「日輪の紋」の下には翼を思わせる黒い模様も入っている。
また、髪型も変更されており、それまでのシリーズでは長めの前髪を真ん中分けにした髪型であったが、前髪を短くしている。
『XV』では衣装や髪型がアッシュ編とほぼ同じデザインになり、額にオロチ編と同様のバンダナを巻き、『XIV』で着用していたジャケットのように袖のジッパーの内側にも「日輪の紋」が配されている。
『MAXIMUM IMPACT 2』、『Regulation "A"』
ここでも新衣装となっており、白と黒を基調としたライダースファッション。また、アニメ『The King of Fighters: Another Day』でもこの衣装で登場した。
KOF バトルDEパラダイス、KOF'99EVOLUTION（草薙京SP）
黒のシングルライダース（襟はノッチドラペル）にジーンズなど、全般的にアッシュ編の服装に近い。アッシュ編の服装との違いとして、オロチ編でのバンダナを着用していること、グローブを着けていないこと、ジャケットの前を閉じていること、そしてジャケットの背に「日輪の紋」がないことが挙げられる。

### キャラクターコンセプト
比較的細身で努力嫌いな天才肌、というそれまでの格闘ゲームの主人公とは一線を画したキャラクター性について、キャラクター制作を担当した平木雄一郎は「リュウは絶対に超えなければいけない壁だが絶対に超えられない、同じ道を行っても勝てない」、「『修行が嫌いでは駄目なのか』『才能があるから強い、では駄目なのか』『イケメンでモテては駄目なのか』」といったことを考えキャラクター作りを進めた旨を語っている。
『餓狼伝説』シリーズなどに携わっていた黒木信幸は、京のデザインに衝撃を受けたとファミ通とのインタビューの中で話しており、「（キャラクター制作において）自分たちは筋肉をいかに格好よく描くかを研究をしていたため、真逆の『KOF』が出てきたときは驚いた」と振り返っている。

## ゲーム上の特徴
『'95』まではいわゆる「リュウ・ケン」タイプといわれる、飛び道具と対空技を併せ持ったキャラクターであった。地を這う炎の「百八式・闇払い」は気絶値が高く、無敵時間を持つ「鬼焼き」「百壱式・朧車」は反撃や対空迎撃にも使用可能であり、必殺技はいずれも連続技に組み込むことが可能（超必殺技「裏百八式・大蛇薙」を除く）。通常技はいずれも使い勝手がよく、あらゆる状況に対処できる。更に『'95』では、『'94』では近距離立ち強キックであった「七拾五式」が必殺技となり、決めた相手の体に食らい判定を残すようになる。『'95』での京はこれを利用した空中連続技を持ち、あらゆる相手を圧倒する強力な性能を持ったキャラクターであった。
しかし『'96』で全キャラクターの技が見直されたことに伴い、技のラインナップは大幅に変更された。これにより飛び道具が削除され、追加入力系の技などによる接近戦を主体としてラッシュを仕掛けてゆくキャラクターとなった。その後、『XI』で飛び道具が復活した。
荒咬みからの、追加入力系としては格闘ゲーム随一の分岐数は今でも増え続けており、追加入力からの中段下段の打ち分けや無敵技、固め技などは京を象徴する技となっている。
一方で『'97』『'98』では隠しキャラクターとして『'95』までに準じた性能の京を使用できる。『MI』シリーズでの「草薙京CLASSIC」も同様で、後述するKUSANAGIも設定上は別個のキャラクターながら性能に関しては同様である。

## 技一覧

### 通常投げ
- 釟鉄（はつがね）
- 一刹背負い投げ（いっせつせおいなげ）

### 特殊技
- 鳳麟 陽（ほうりん　よう）
- 外式・轟斧 陽（げしき・ごうふ　よう）
- 外式・奈落落とし（げしき・ならくおとし）
- 八拾八式（はちじゅうはちしき）

### 必殺技
- 百八式・闇払い（ひゃくはちしき・やみばらい）
- 百式・鬼焼き（ひゃくしき・おにやき）
- 百壱式・朧車（ひゃくいちしき・おぼろぐるま）
- 百拾式・鉈車（ひゃくじゅうしき・なたぐるま）
- 弐百拾弐式・琴月 陽（にひゃくじゅうにしき・ことつき　よう）
- 四百弐拾七式・轢鉄（よんひゃくにじゅうななしき・ひきがね、'99版・2000版）
- 九百拾式・鵺摘み（きゅうひゃくじゅうしき・ぬえつみ）
  - 外式・虎伏せ（げしき・とらふせ）
  - 外式・龍射り（げしき・りゅういり）
- （空中）R.E.D.KicK（Rainbow Energy Dynamite KicK（レインボー　エネルギー　ダイナマイト　キック）＝七百七式・独楽屠り（ななひゃくななしき・こまほふり））
  - 外式・砌穿ち（げしき・みぎりうがち）
- 七拾五式・改（ななじゅうごしき・かい）
  - R.E.D.KicK
- 百拾四式・荒咬み（ひゃくじゅうよんしき・あらがみ）
  - 百弐拾四式・六鎚（ひゃくにじゅうよんしき・むのつち）
    - 外式・釣瓶落とし（げしき・つるべおとし）

  - 四百弐拾七式・轢鉄（よんひゃくにじゅうななしき・ひきがね）
  - 百弐拾八式・九傷（ひゃくにじゅうはちしき・このきず）
    - 百弐拾七式・八錆（ひゃくにじゅうななしき・やのさび）
    - 百弐拾五式・七瀬（ひゃくにじゅうごしき・ななせ）
    - 四百弐拾七式・轢鉄

  - 百弐拾七式・八錆
    - 百弐拾五式・七瀬
    - 弐百拾弐式・琴月 陽
    - 外式・砌穿ち
    - 外式・轟斧 陽（げしき・ごうふ　よう）
    - 八拾八式（はちじゅうはちしき）
- 百拾五式・毒咬み（ひゃくごしき・どくがみ）
  - 四百壱式・罪詠み（よんひゃくいちしき・つみよみ）
    - 四百弐式・罰詠み（よんひゃくにしき・ばつよみ）
      - 百式・鬼焼き（ひゃくしき・おにやき）

  - 百拾四式・荒咬み
    - 百弐拾八式・九傷
      - 百弐拾五式・七瀬
        - 百弐拾参式・灼焉（ひゃくにじゅうさんしき・しゃくえん）

### 超必殺技
- 裏百八式・大蛇薙（うらひゃくはちしき・おろちなぎ）
- 秘奥義　裏百八式・大蛇薙（ひおうぎ　うらひゃくはちしき・おろちなぎ、'96以降MAX版）
- 最終決戦奥義・無式（さいしゅうけっせんおうぎ・むしき）＝三神技之壱（さんじんぎのいち）
- 無式・壱之段（むしき・いちのだん）
- 百八拾弐式（ひゃくはちじゅうにしき'99版・2000版）
- 伍百弐拾四式・神塵（ごひゃくにじゅうよんしき・かむくら、2001版・XI版）
- 伍百伍拾伍式・神威（ごひゃくごじゅうごしき・かむい）
- 裏百弐拾壱式・天叢雲（うらひゃくにじゅういちしき・あめのむらくも）
- 裏千百弐拾壱式・八重垣（うらせんひゃくにじゅういちしき・やえがき）
- 最終決戦秘奥義・十拳（さいしゅうけっせんひおうぎ・とつか）
- 裏千二百十二式・八雲（うらせんにひゃくじゅうにしき・やくも）

## バリエーション

### クローン京の概要
『'99』に登場するエディットキャラクターで、ネスツが製造した草薙京のクローン。『KOF2002 UNLIMITED MATCH』（以下『2002UM』と表記）にも再登場している。
クローンであるため容姿は京と瓜二つだが、オリジナルの京に比べると肌の色が浅黒い。また、京の技を使用するものの記憶までは再現されておらず、ネスツの命令に従うだけの人間兵器である。
クローニングと併せて実施された戦闘データ移植の実験体でもあり、能力面が異なる様々なタイプのクローンが存在する。京-1と京-2は同時期に製造された兄弟的な個体で、多数のクローンから選抜されて大会に送り込まれた。名前についている数字がそのまま製造番号を意味するかは不明だが、『KOF2000』の公式ホームページ内にあった用語辞典ではそれぞれ「クローン体第1号」「クローン体第2号」と記載されていた。京-1・京-2の他に、彼らのデータを元にコストパフォーマンス重視でクローニングされた大量のクローン京が存在し、ネスツが企てていた世界同時テロ計画の実行要員として世界中の都市にばら撒かれていた。彼らは、計画責任者のクリザリッドによるデータ転送を受けて活動を開始するようにプログラミングされており、一種の時限爆弾的な使われ方をしていた。
なお、『'99』のエンディングにおいてハイデルンの部隊により京-1と京-2を除く全てのクローンが回収されたが、残る2体の行方は不明となっている。
下記の3名以外にK9999も京のクローンとされているが、こちらは不完全であり性能が京と大きく異なる。

### 草薙京-1
『'99』で登場したクローンの1人。性能のベースは『'95』までの京であるが、プロフィールの趣味にも「技のアレンジ」とある通り、オリジナルの京にはない性能や技を持つ。
設定上は、ネスツの技術が成熟していなかったために京の技の完全に再現することができず、「あくまで京の持つ技の特性をできる限りの状態まで引き出し、それでも不足しているところはネスツなりのアレンジで補われている」状態であり、オリジナルの京と似て非なる技を持つのはそのためとされている。
攻撃力は全体的に高く設定されているが、「闇払い」を初めとする技の隙も大きい。
短ランのデフォルトカラーは青みがかった黒（紺色）で、襟章はキャラクターイラストでは向かって右側で菱形に「京」の文字、勝利画面では向かって左側で「I」の字を切り抜いた形となっている。
- 通常投げ
  - 釟鉄
  - 一刹背負い投げ
- 特殊技
  - 黒咬み（くろがみ）
  - 穂振（ほのふり）
  - 砌穿ち
- 必殺技
  - 闇払い
  - 朧車
  - 七拾五式・改
  - 蒼鬼（あおき）
- 超必殺技
  - 大蛇薙
  - 朱天祓（しゅてんばらい）
  - 天羽々斬（あめのはばきり）

### 草薙京-2
草薙京-1と同じく、『'99』で登場したクローン。『'96』から『'98』の京が性能のベースとなっており、通常技の性能（主に地上での強キック）がオリジナル（'99版京）のものと異なる。
設定上は、京－1によるトライアンドエラーの結果として技の再現度は向上しており、「技の再現に関しては、より完全な形に近付いた」とされている。
短ランのデフォルトカラーは赤みがかった黒（茶色）で、襟章はキャラクターイラストでは炎をモチーフにした形、勝利画面では「II」の字を切り抜いた形で、いずれも詰襟の向かって左側に付けている。
なお、キャラクターイラストのポーズは京-1の左右反転だが視線がカメラ目線になっており、勝利画面のイラストも京-1とほぼ同一だが無表情の京-1と異なり口元に笑みを浮かべている。
- 通常投げ
  - 釟鉄
  - 一刹背負い投げ
- 特殊技
  - 轟斧 陽
  - 奈落落とし
- 必殺技
  - 鬼焼き
  - 琴月 陽
  - R,E,Dキック
  - 荒咬み
    - 九傷
      - 八錆
      - 七瀬

    - 八錆
      - 砌穿ち
      - 鵺摘み

  - 毒咬み
    - 罪詠み
      - 罰詠み
- 超必殺技
  - 無式
  - 布都御魂（ふつのみたま）
  - 火迦具槌（ひのかぐつち）

### KUSANAGI
『KOF2002』（以下『2002』と表記）から登場する。『2002』『NW』『2002UM』では前述の京-1、京-2と同じく京のクローンで草薙京のクローンのリーダー的存在。『2003』と『SKY STAGE』で登場するKUSANAGIのみ設定が異なり、神楽ちづるが「八咫の鏡」で作り出した幻影とされている。公式プロフィールはそのほとんどが「不明」で埋め尽くされている。
『NBC』の公式ホームページ内にある参戦タイトルの紹介ページでは、『2002』でのKUSANAGIについて、「記憶を操作されており本人は自分がクローン人間であることを知らない。草薙の炎を移植された人間だと思っている」という設定が記載されている。同じネスツ仲間のK9999とは先輩後輩の関係だが、ネスツ関係者から自身とK9999の力をよく比べられ、K9999が弱い存在としてネスツ関係者に扱われていた事から、彼から一方的に強い劣等感を抱かれており、何かと喧嘩を売られることが多い為、険悪なライバル関係である。『2002』の掛け合いでは先輩の自分に一切敬語を使わず、自分に「さん」を付けずに呼び捨てにするK9999に怒りを露わにしている。格闘家として強い誇りを持っている様で武器を所持してKOFに参加する格闘家との掛け合いで「てめえ、素手で勝負しやがれー！」と怒りを露わにしている。
性能は『'95』までの京（厳密には『'98』の隠しキャラクターである'95草薙京）がベースとなっているが、京-1よりも再現度が高く、一部『'96』以降の技も使用することができる。
短ランのデフォルトカラーは紫がかった黒で、京-1・京-2よりも更に色の濃い肌と紅い眼が特徴。なおイラストにおいてクローン版は瞳が、幻影版は白目の部分が赤くなっており差別化されていたが、『2002UM』では眼球全体が赤く発光している。
このKUSANAGIのみ、『SKY STAGE』を除いてゲーム中での担当声優が異なっている（後述参照）。
- 通常投げ
  - 釟鉄
  - 一刹背負い投げ
- 特殊技
  - 外式・奈落落とし
  - 外式・轟斧 陽
  - 八拾八式
- 必殺技
  - 百八式・闇払い
  - 百式・鬼焼き
  - 百壱式・朧車
  - 弐百拾弐式・琴月 陽
  - 七拾五式・改
  - 九百拾式・鵺摘み
    - 外式・虎伏せ
    - 外式・龍射り
- 超必殺技
  - 裏百八式・大蛇薙
  - 千九百九拾九式・霧焔（きりほむら・クローン版のみ）
  - 最終決戦奥義・零式（クローン版のみ）

## 登場作品
- ザ・キング・オブ・ファイターズシリーズ
- 頂上決戦 最強ファイターズ SNK VS. CAPCOM
- CAPCOM VS. SNKシリーズ
- SNK VS. CAPCOM SVC CHAOS
- SNK VS. CAPCOM 激突カードファイターズシリーズ（個別キャラクターカードが存在する）
- ネオジオバトルコロシアム
- Days of Memoriesシリーズ（一部の作品でのみ登場）
- LORD of VERMILION Re:2
- ヴァルキリーコネクト
- パズル&ドラゴンズ
- グランドサマナーズ
- クラッシュフィーバー

背景出演
- 餓狼伝説3（ボブ・ウィルソンステージの背景に登場）
- 大乱闘スマッシュブラザーズ SPECIAL（KOFスタジアムの背景に登場）

## 他のメディアでの京
ドラマCD
『'97 宿命編』Aパートでは紅丸への八つ当たり的な発言を諌めようとしたちづるに対し、「嫌なことをした自覚も紅丸への罪悪感もあるが、こういうがむしゃらなやり方しか知らない」と複雑な心境を打ち明けたり、『'98』Aパートでは庵に敗北した上に死への恐怖心を指摘されたことで精神的に不安定となり、炎が庵と同じ蒼い色に変化してしまうなど、精神的に繊細な部分が描写されている。
また、『'97』では『激闘編』Bパートで真吾に重傷を負わせた山崎竜二の挑発に対して激怒し、『宿命編』Aパートで紅丸の命懸けの行動を見下すようなオロチの言動への怒りによって神拳（三神技）の制御に成功するなど、捻くれてはいるが仲間たちに対して深い信頼と情を寄せていることも描かれている。
小説版
- 『'95』の小説版では、父や父方の祖父（京曰く「じっちゃん」）に言及される一方で母親については描写がなく、実家は無人となっている。

草薙家と八神家の因縁については全く知らず、庵との出会いをきっかけに、幼き日に偶然発見していた実家の隠し部屋を再度訪れ、そこに納められていた巻物から両家の関係を知る。
- 嬉野秋彦を著者とする『'96』以降の作品では草薙一族の宿命に対する反発心やわがままな一面が強調されており、あまり主人公（ヒーロー）らしくはなかった。

特にコメディ編である『'98』の『最大多数の最大幸福』や『2000』の『STRIKERS STRIKE BACK』では、紅丸との言い争いの末に彼の新車に炎をぶつけ炎上させて報復するなど、傍若無人な振る舞いを見せている。
一方で、『'97』の下巻では大門に重傷を負わせた山崎や真吾に重傷を負わせた庵に対して激怒するなど、ドラマCDと同様に普段は表に出さない仲間たちへの情の深さが描写されている。
漫画版
- 真行寺たつやの漫画版『KOF94』では、天才的な格闘資質の持ち主である反面、格闘家としては経験不足故から精神的に未熟な若者として描かれている。一方、師である父・斎舟に全く太刀打ち出来ない事に悩む回想が描かれるなど、原作よりも人間味がある面も見せている。
- 夏元雅人の漫画版『KOF京』では、ビリー・カーンとの戦いの最中に突然炎が出せなくなってしまい、不調をきたしていたところをオロチに突け込まれ、庵と同じ蒼い炎を使うようになり、性格も暴力的になってしまったが、後に柴舟に諌められ正常化する。
- 中平正彦の漫画『さくらがんばる! 特別編』ではゲスト主演として登場し、春日野さくらとの闘いが描かれている。また、神月かりんとは家同士で付き合いのある設定である。

後の『CAPCOM VS. SNK』シリーズにて、京はさくらの実力を「同年代でまともに戦えるヤツがいなかったから楽しかった」と評価している。
その他
- 『真説サムライスピリッツ 武士道烈伝』のネオジオCD版おまけシナリオでは、「2000年前に『八又なるもの』を封じたとされる草薙一族の末裔」として登場する。

京の南町に存在する「草薙神社」におり、本人は自らについて「ジュウショクみたいなモン」と語っている。柴舟によく似た、両袖と背中に金の「日輪の紋」が入った暗緑色の和服と黒い石を連ねた首飾りを身に着けており、額には金の「日輪の紋」が入った白い鉢巻を巻いている。
- 2010年にアメリカで製作された実写映画版『ザ・キング・オブ・ファイターズ』では、ショーン・ファリスが演じている。

「草薙剣（くさなぎのつるぎ）」を守護する草薙一族の末裔であり、バイクの修理工として働く日系ハーフの青年という設定になっている。多少捻くれてはいるものの、唯一の肉親であり廃人状態となってしまった父・柴舟を頻繁に見舞うなど心優しい青年だが、ハーフであることとその心優しさから「草薙剣」の守護者としては未熟であり、父の死後は苦悩しながらも草薙一族の宿命や八神庵との因縁に向き合う姿が描かれる。また、映画版の「KOF」の主な舞台として描かれる異空間の中でのみ、ゲーム版に近い学生服姿を見せている。

## キャスト

### 担当声優
- 草薙京（オリジナル）
  - 野中政宏（以下を除く『'94』 - 『XIII』までの各種ゲーム・ドラマCD・アニメ、アプリ『THE KING OF FIGHTERS'98 ULTIMATE MATCH ONLINE』[注 15]）
  - 前野智昭（『KOF XIV』以降の関連作品、アプリ『THE KING OF FIGHTERS ALLSTAR』）
  - アンドリュー・ロス（『KOF MAXIMUM IMPACT』シリーズ・英語版）
  - 置鮎龍太郎（ドラマCD『電撃CD文庫 ザ・キング・オブ・ファイターズ'94』）
  - 杉田智和（実写映画版『ザ・キング・オブ・ファイターズ』日本語吹き替え、パチンコ『CRザ・キング・オブ・ファイターズ』）
- クローン京（京-1、京-2）
  - 野中政宏
- KUSANAGI
  - 岩田光央
  - 野中政宏（『KOF SKY STAGE』のみ）

### 担当俳優
- ショーン・ファリス（実写映画版『ザ・キング・オブ・ファイターズ』）
  - キアヌ・ラム（幼少期の京）
- 中村優一（アプリ『THE KING OF FIGHTERS ALLSTAR』実写版TVCM[20]）

## テーマ曲
- ESAKA
  - 『'94』（日本チーム）、『'98』（'95草薙京個人テーマ）、『R-2』（裏草薙京個人テーマ）
- FUNKY ESAKA
  - 『'95』（主人公チーム）、『'98UM』（'95主人公チーム【'95草薙京、二階堂紅丸、大門五郎】）
- ESAKA?
  - 『'96』（主人公チーム）、 『'98』（主人公チーム）、『R-2』（個人テーマ）、『XI』（ネスツスタイル京個人テーマ）
- ESAKA FOREVER
  - 『'97』（主人公チーム）、『'98』（VS 八神庵）、 『R-1』（個人テーマ）
- Tears
  - 『'99』、 『2002』（いずれも個人テーマ）
- Good Bye ESAKA
  - 『2000』（個人テーマ）、『XIII』（ネスツスタイル京個人テーマ）
- 無敵の炎
  - 『2001』（日本チーム）
- Blaze
  - 『2003』（個人テーマ）
- New Order
  - 『XI』（京&庵チーム、PS2版では個人テーマ）、『XIV』（VS 八神庵、「-KOF XIV ver.-」）
- ESAKA!![注 16]
  - 『2002UM』（日本チーム）
- Esaka Continues...
  - 『XIII』（日本チーム）
- Yappari Esaka[注 17]
  - 『XIV』（日本チーム）
- Yappari Esaka?[注 16]
  - 『XIV』（クラシックコスチューム草薙京　VS クラシックコスチューム八神庵）

### バリエーション
- ESAKA?（Acid Mix）[注 16]
  - 『99』（京-1&京-2）
- ESAKA[注 18]
  - 『2002』（KUSANAGI）
- ESAKA? 03[注 16]
  - 『2003』（KUSANAGI）
- 二律背反〜Mutually Exclusive Dichotomy〜
  - 『2002UM』（クローンチーム）

## 関連人物

### 京の関連人物
- 二階堂紅丸 - 親友、ライバル、チームメイト
- 大門五郎 - 友人、チームメイト
- 草薙柴舟 - 父親
- 草薙静 - 母親
- 草薙蒼司 - 従兄
- 草薙葵 - 従姉
- 八神庵 - 三種の神器一族の末裔の1人・封ずる者、三種の神器チームのチームメイト、ライバル、バンド・オブ・ファイターズ仲間
- 神楽ちづる - 三種の神器一族の末裔の1人・護りし者、三種の神器チームのチームメイト、後見人
- 矢吹真吾 - 自称：草薙京の1番弟子、高校の後輩、舎弟、パシリ、『KOF XI』の神楽ちづるの代理チームメイト、『KOF 2001』でのチームメイト
- ユキ - 恋人
- オロチ - 三種の神器一族の宿敵
- ゲーニッツ - 三種の神器一族の宿敵
- 七枷社 - 三種の神器一族の敵対関係者
- シェルミー - 三種の神器一族の敵対関係者
- クリス - 三種の神器一族の敵対関係者
- マチュア - 三種の神器一族の敵対関係者
- バイス - 三種の神器一族の敵対関係者
- ルガール・バーンシュタイン - 敵対関係、父を洗脳した相手
- K' - ネスツにより自分の炎の力を移植された改造人間
- イグニス - 因縁
- ゼロ（オリジナル） - 因縁
- ゼロ（クローン） - 因縁
- クリザリッド - 因縁
- KUSANAGI - 自分のクローン（『2002』『2002UM』）、神楽ちづるが「八咫の鏡」で作り出した幻影（『2003』）、敵対関係
- 草薙京-1 - 自分のクローン、敵対関係
- 草薙京-2 - 自分のクローン、敵対関係
- K9999 / クローネン・マクドガル - 自身の9999体目のクローン人間、敵対関係
- ネームレス - 自分の遺伝子を併せ持つ実験体
- アッシュ・クリムゾン - 三種の神器の力を執拗に付け狙う男、 敵対関係（『2003』-『XIII』）
- 霧島翔 - 草薙京の原案キャラクター
- テリー・ボガード - 友人、『餓狼伝説』シリーズの初代主人公、携帯機の移植版や派生作も含めて全『KOF』シリーズの皆勤賞、バンド・オブ・ファイターズ仲間
- リョウ・サカザキ - 友人、『龍虎の拳』シリーズの主人公
- 麻宮アテナ - 友人?、『サイコソルジャー』のヒロイン、バンド・オブ・ファイターズ仲間
- ナコルル - 『サムライスピリッツ』シリーズのヒロイン、バンド・オブ・ファイターズ仲間
- リュウ - CAPCOMとのクロスオーバーシリーズにおいてライバル、対戦相手を侮辱したり見下したりすることの多い京が「強い」と実力を認めている人物
- 春日野さくら - CAPCOMとのクロスオーバーシリーズにおいて友人、『さくらがんばる!』の特別編にも登場

### 草薙京-1/草薙京-2の関連人物
- 草薙京 - 自身のオリジナル、敵対関係
- 二階堂紅丸 - 敵対関係
- 大門五郎 - 敵対関係
- 矢吹真吾 - 敵対関係
- ネスツ - 元上司
- イグニス - 上司
- ゼロ（オリジナル） - 上司
- ゼロ（クローン） - 元上司
- クリザリッド - 上司
- ダイアナ - 上司（『’99』-『2001』）、元上司、敵対関係（『2001』終盤以降）
- フォクシー - 上司（『’99』-『2001』）、元上司、敵対関係（『2001』終盤以降）
- K' - 元ネスツ仲間、敵対関係
- マキシマ - 元ネスツ仲間、敵対関係
- ウィップ - 元ネスツ仲間、敵対関係
- クーラ・ダイアモンド - ネスツ仲間（『’99』-『2001』）、元ネスツ仲間、敵対関係（『2001』終盤以降）
- K9999 - ネスツ仲間（『2001』）、元ネスツ仲間（『2001』終盤以降）
- アンヘル - ネスツ仲間（『2001』）、元ネスツ仲間（『2001』終盤以降）
- KUSANAGI - 自分達のクローンのリーダー的存在、ネスツ仲間、『2002UM』のチームメイト（『2002』『2002UM』）
- ネームレス - ネスツ仲間
- ハイデルン - 敵対関係

### KUSANAGIの関連人物
- 草薙京 - 自身のオリジナル、敵対関係
- 二階堂紅丸 - 敵対関係
- 大門五郎 - 敵対関係
- 矢吹真吾 - 敵対関係
- ネスツ - 元上司（『2002』『2002UM』）
- イグニス - 上司（『2002』『2002UM』）
- ゼロ（オリジナル） - 上司（『2002』『2002UM』）
- ゼロ（クローン） - 元上司（『2002』『2002UM』）
- クリザリッド - 上司（『2002』『2002UM』）
- ダイアナ - 上司（『’99』-『2001』『2002UM』）、元上司、敵対関係（『2001』及び『2002UM』終盤以降）
- フォクシー - 上司（『’99』-『2001』『2002UM』）、元上司、敵対関係（『2001』及び『2002UM』終盤以降）
- K' - 元ネスツ仲間、敵対関係（『2002』『2002UM』）
- マキシマ - 元ネスツ仲間、敵対関係（『2002』『2002UM』）
- ウィップ - 元ネスツ仲間、敵対関係（『2002』『2002UM』）
- クーラ・ダイアモンド - ネスツ仲間（『’99』-『2001』『2002UM』）、元ネスツ仲間、敵対関係（『2001』及び『2002UM』終盤以降）
- K9999 - ネスツ仲間（『2001』『2002』）、元ネスツ仲間（『2001』終盤以降）、先輩後輩の間柄で一方的にライバル視されるが、互いに険悪な関係
- アンヘル - ネスツ仲間（『2001』『2002』）、元ネスツ仲間（『2001』終盤以降）
- 草薙京-1 - ネスツ仲間、『2002UM』のチームメイト（『2002』『2002UM』）
- 草薙京-2 - ネスツ仲間、『2002UM』のチームメイト（『2002』『2002UM』）
- ネームレス - ネスツ仲間（『2002UM』）
- 神楽ちづる - 自身を「八咫の鏡」で作り出した生みの親（『2003』）